# Ceratiidae
Ceratiidae (Zeeduivels) zijn een familie van straalvinnige vissen uit de orde van Vinarmigen (Lophiiformes).
Anatomie
Het zijn grote soorten, met een maximale lengte variërend van 77 cm tot 120 cm in Ceratias holboelli.1 De vrouwtjes hebben kleine vlezige karunkels - aanhangsels - voor de zacht bestraalde rugvin, het resultaat van een wijziging van deze vin; verticale tot sterk schuine mondspleet. 
Biologie
De moeilijkheid om een partner te vinden in de duisternis van de bodem van de afgrond waarin ze leven, heeft ertoe geleid dat de vrouwtjes, groot, zich ontwikkelen tot de gastvrouw van een klein mannetje dat, wanneer ze seksueel volwassen zijn geworden, samensmelt met het lichaam van het vrouwtje en de parasiet voor het leven.

## Geslachten
- Ceratias Krøyer, 1845
- Cryptopsaras T. N. Gill, 1883